# هری بالدوین (بازیکن فوتبال)
هری بالدوین (انگلیسی: Harry Baldwin; ۱۷ ژوئیهٔ ۱۹۲۰ – ۲۸ اکتبر ۲۰۱۰) بازیکن فوتبال اهل بریتانیا بود.
از باشگاه‌هایی که در آن بازی کرده‌است می‌توان به باشگاه فوتبال برایتون اند هوو آلبیون اشاره کرد.